# Gran Canal de Trieste

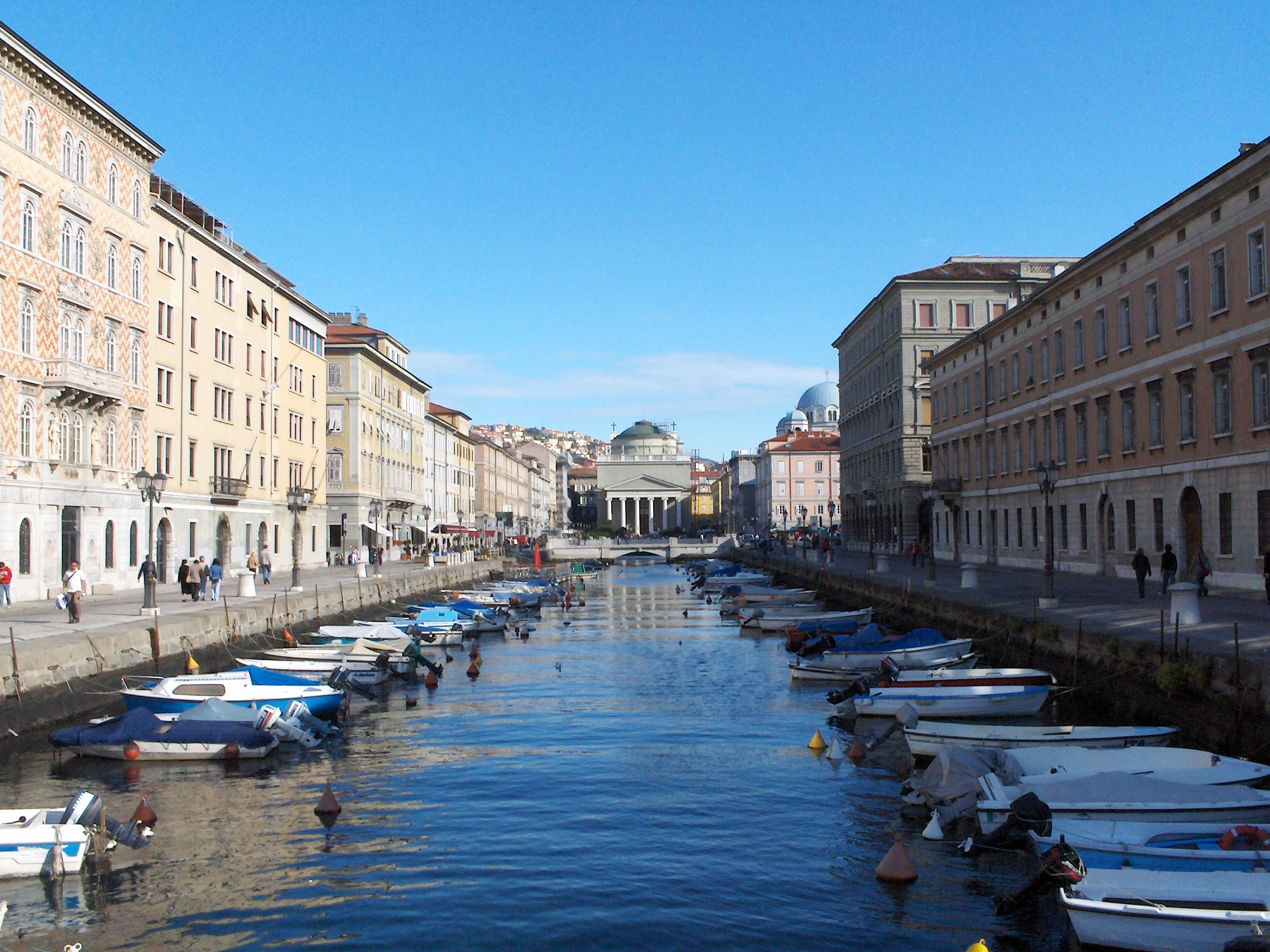
El canal visto desde el lado del mar hacia la iglesia de San Antonio.

El Gran Canal de Trieste (en italiano: 'Canal Grande di Trieste') es un canal navegable situado en el Borgo Teresiano, en pleno centro de esta ciudad italiana, entre la estación de trenes y la Piazza Unità d'Italia, que desemboca en el Porto Vecchio.

## Historia
Fue construido entre 1754 y 1756 por el veneciano Matteo Pirona excavando el colector principal de las salinas después de que fueran enterradas para permitir el desarrollo urbanístico de la ciudad al exterior de las murallas. Fue construido para que las embarcaciones pudieran llegar directamente hasta el centro de la ciudad para cargar y descargar los bienes que transportaban.
Inicialmente, el canal era más largo de lo que es en la actualidad y llegaba hasta rozar la iglesia de San Antonio. La última parte del canal fue enterrada en 1934, con los escombros obtenidos de la demolición de parte del casco antiguo, obteniendo así la actual Piazza Sant’Antonio. Al enterrarlo se sepultó también un pequeño torpedero que se encontraba atracado allí dañado y abandonado desde finales de la Primera Guerra Mundial.

## Edificios
Frente al canal se encuentran:
- La fachada lateral del Palazzo Aedes, llamado grattacielo rosso (rascacielos rojo), construido en 1928 y diseñado por el arquitecto Arduino Berlam (la fachada principal da hacia el mar);
- El Palazzo Gopcevich (1850, arquitecto Giovanni Andrea Berlam), cuya fachada se distingue por su particular decoración de color rojo y amarillo, también sede del Museo teatrale Carlo Schmidl;
- La Iglesia de San Antonio Taumaturgo, de estlo neoclásico, construida en 1849 por el arquitecto Pietro Nobile, conocida como Sant’Antonio Nuovo;
- El Caffè Stella Polare, uno de los cafés históricos de Trieste;
- El Templo serbo-ortodoxo de la Santísima Trinidad y San Spiridione, construido en 1869 por el arquitecto Carlo Maciachini, con sus características cúpulas de color celeste;
- La fachada lateral del Palazzo Genel (1873, Domenico Monti), cuya fachada principal da hacia la Piazza Ponterosso;
- La fachada lateral del Palazzo Carciotti (1805, Matteo Pertsch), cuya fachada principal da hacia el mar.

## Puentes

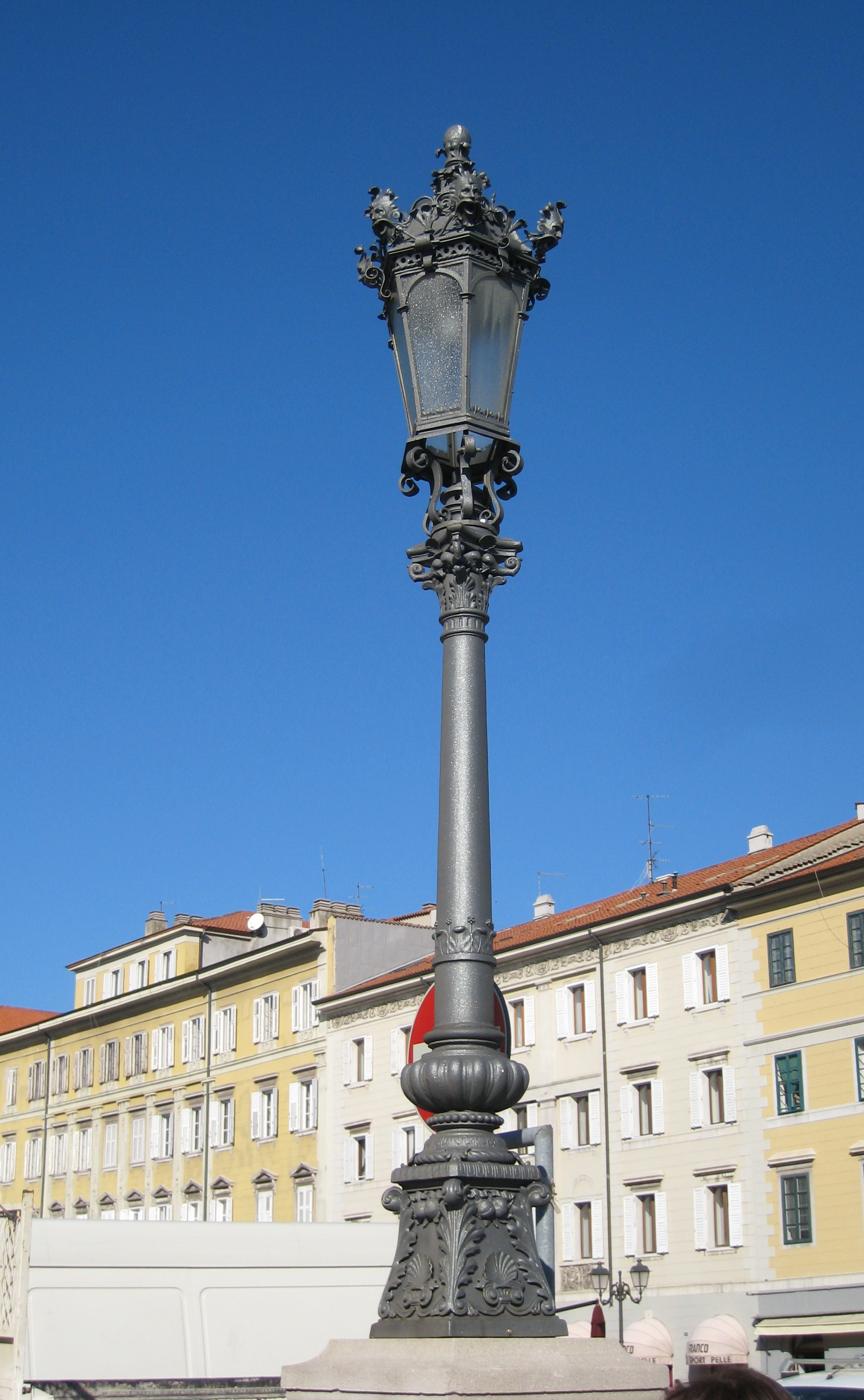
Las farolas del Ponte Rosso.

El canal es atravesado actualmente por dos puentes y una pasarela peatonal.
- El Ponte Rosso, a mitad del canal, fue construido en madera en 1756, recién acabada la construcción del canal. Entonces era el único puente sobre él, ya que todos los otros se construyeron posteriormente. Fue reconstruido y ampliado diez años después y reconstruido de nuevo en 1832, esta vez de hierro. En el Ponte Rosso se encuentra la estatua del escritor irlandés James Joyce, en recuerdo de su estancia en la ciudad. En los cuatro extremos del puente hay cuatro bonitas farolas sobre los parapetos, que anteriormente decoraban la estatua de la dedicación de Trieste a Austria que se encontraba en la Piazza Libertà, delante de la estación de trenes. Esta estatua fue inaugurada en 1889 y retirada en 1919.

- El Ponte Verde, al principio del canal, en la desembocadura al mar, fue construido en hierro en 1858. En 1904 se construyó a su lado otro puente, llamado Ponte Bianco o Ponte Nuovo, sobre el que pasaba la línea de ferrocarril que unía el puerto antiguo al nuevo pasando por el paseo marítimo. Al principio del canal, al lado del puente, hay una grada para el secado y mantenimiento de las pequeñas embarcaciones.

El nombre de los puentes procede del color con el que estaban pintadas originalmente sus estructuras. En la época de su construcción eran giratorios o levadizos para permitir el acceso al canal de los veleros. Estos puentes móviles fueron sustiuidos posteriormente por los actuales puentes fijos de albañilería, que solo permiten el paso de pequeñas embarcaciones durante la marea baja. El Ponte Rosso fue sustituido en 1925, y el Ponte Verde en 1950. Con estas obras el Ponte Verde y el Ponte Bianco se convirtieron en una única estructura.
- Una pasarela peatonal de 25 m de longitud, colocada en el canal el 4 de diciembre de 2012 e inaugurada el 23 de marzo de 2013, une la Via Cassa di Risparmio con la Via Trento. Fue construida con estructura de acero, parapetos de vidrio irrompible de 120 cm de alto y pasamanos de piedra de Istria y acero en sus dos lados, bajo los cuales hay ledes que iluminan la pasarela. El puente fue llamado oficialmente Passaggio Joyce, pero se suele denominar Ponte Curto.

## Plazas

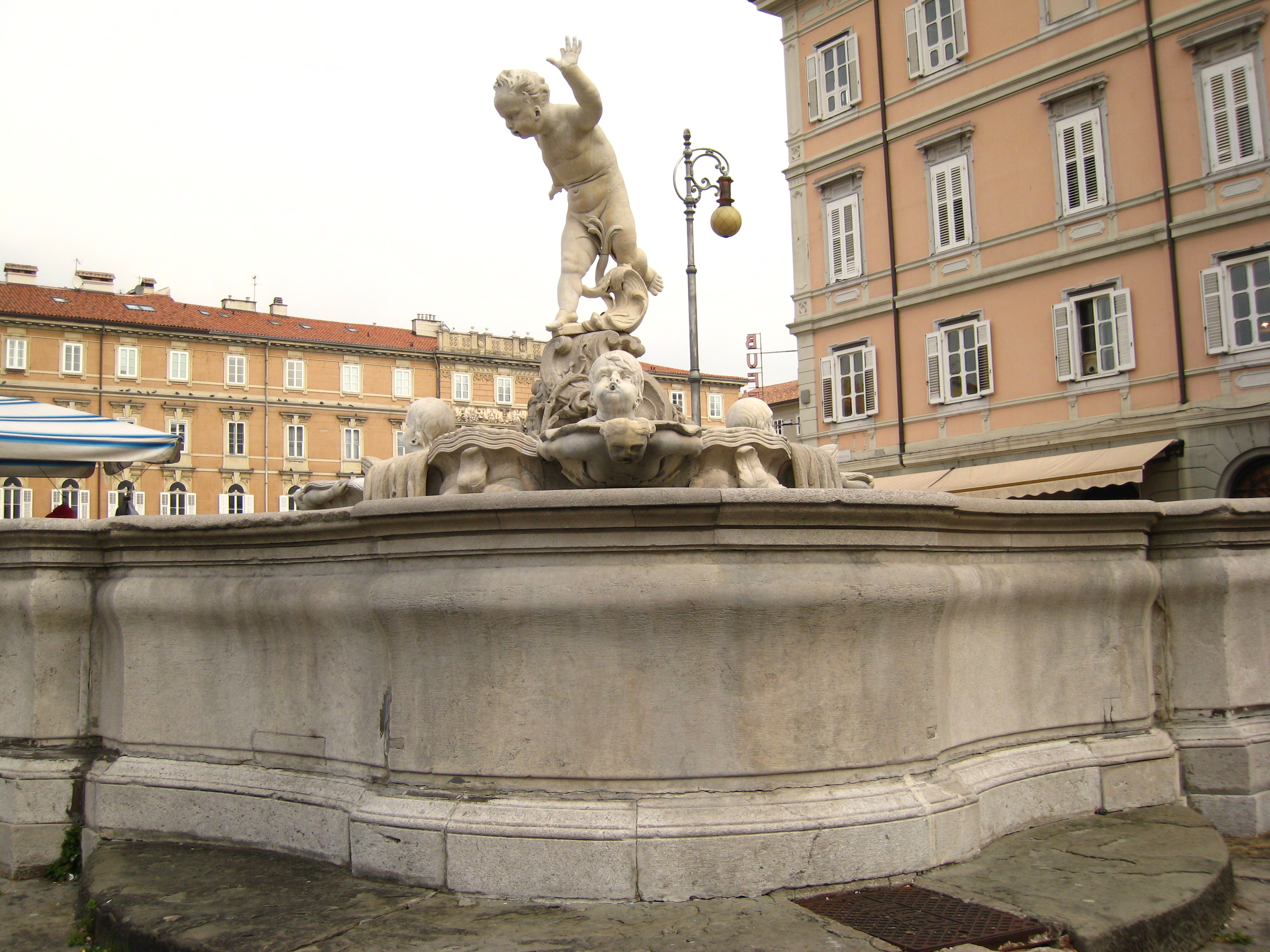
La fuente de la Piazza Ponterosso.

Al lado del Ponte Rosso se encuentra la homónima Piazza Ponterosso, sede del mercado al aire libre de fruta, verdura y flores. Con el tiempo este animado mercado se ha reducido notablemente, y ya no se escuchan los característicos reclamos que las vendedoras, llamadas venderigole, lanzaban a sus clientes. En un lado de la plaza se encuentra una fuente (1753, Giovanni Battista Mazzoleni), en cuyo centro hay la estatua de un angelote, llamado coloquialmente Giovannin de Ponterosso, debido a que el agua que lo alimentaba provenía del rione de San Giovanni.
Al final del canal se encuentra la ya citada Piazza Sant’Antonio, que contiene un jardín con una gran fuente en el centro. En esta plaza se sitúa el Caffè Stella Polare, uno de los cafés históricos de Trieste.

## Galería de imágenes

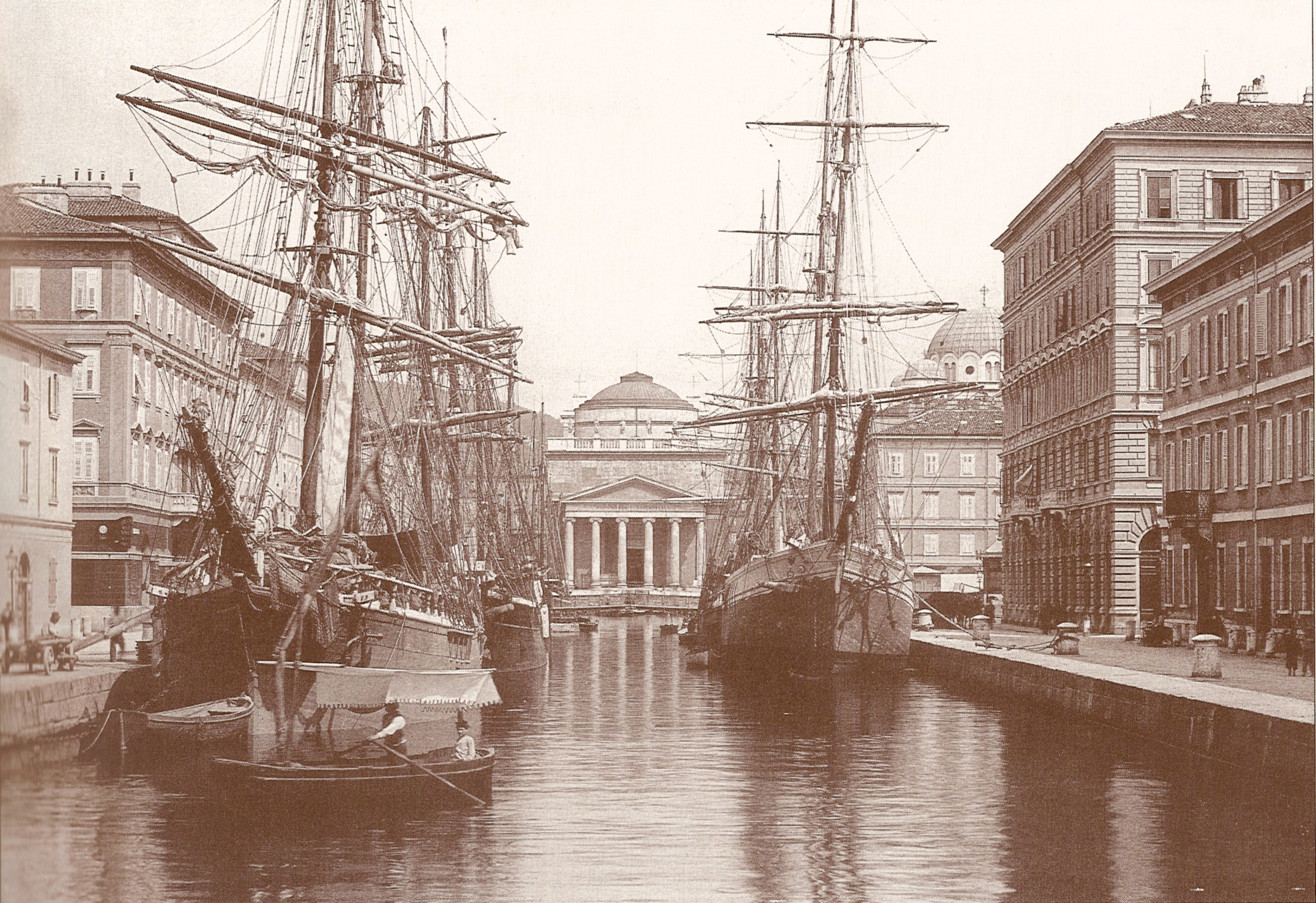
Una postal que representa al canal en 1900
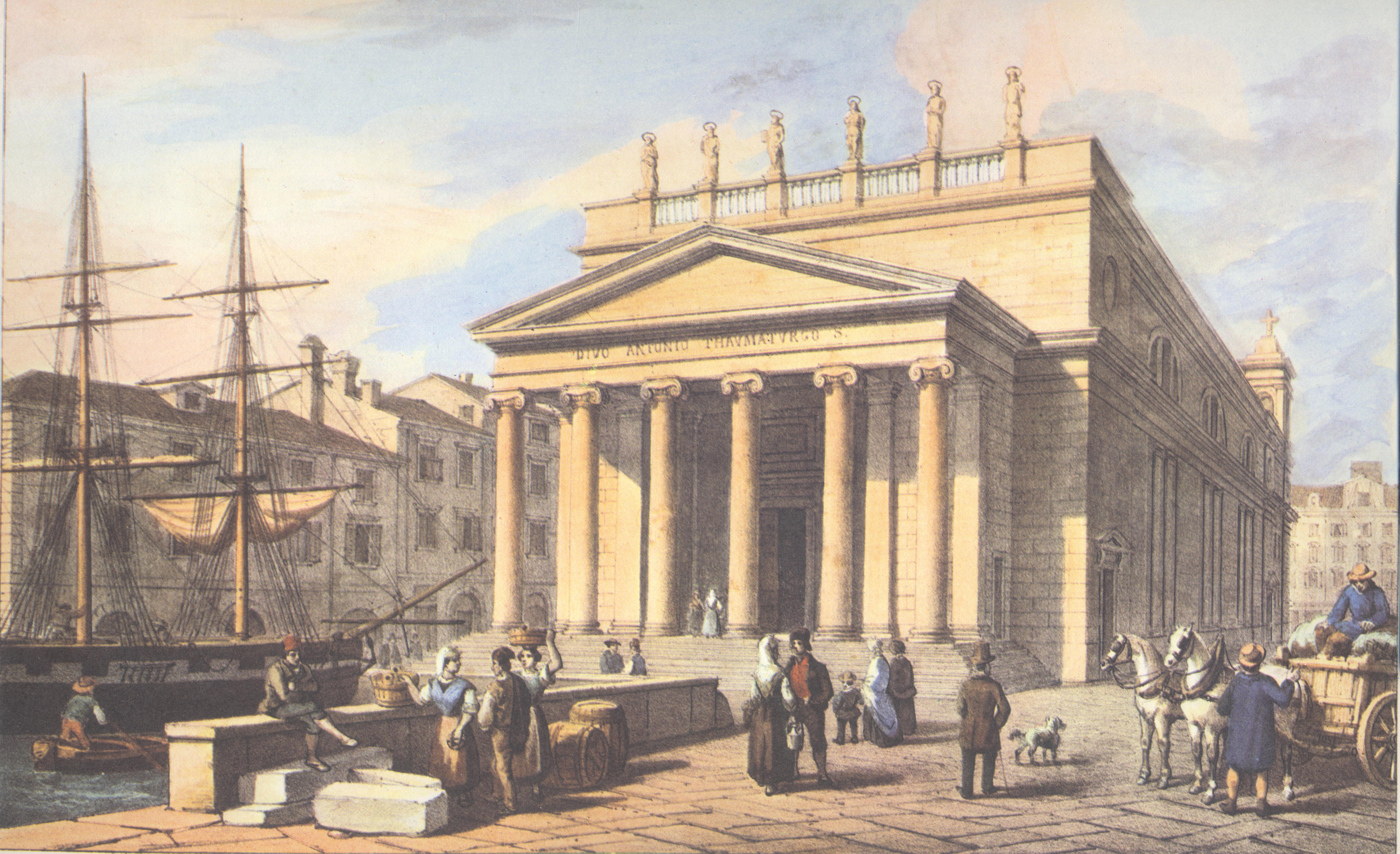
Un dibujo de Marco Moro del 1854; entonces el canal llegaba hasta la iglesia
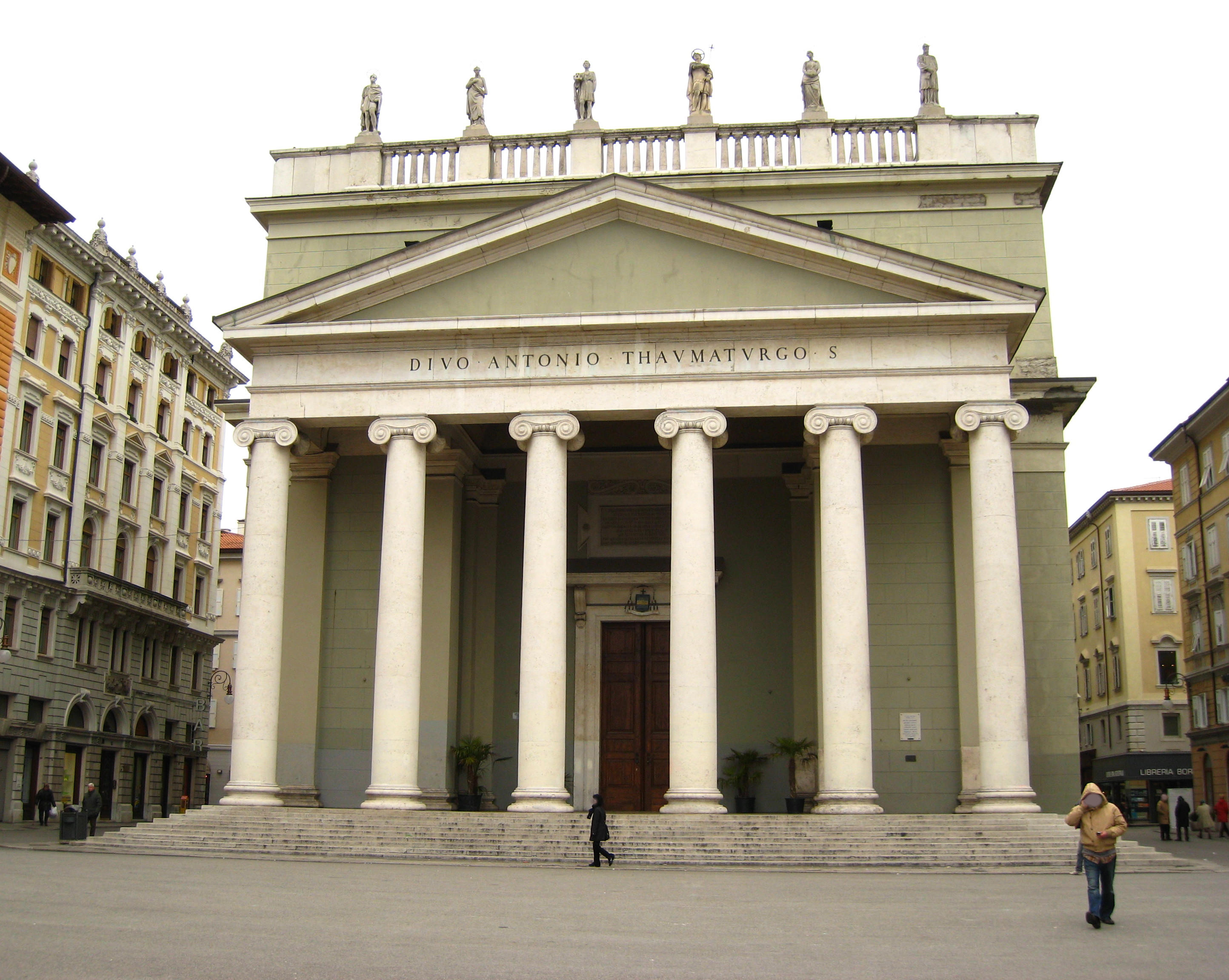
La iglesia de Sant’Antonio nuovo
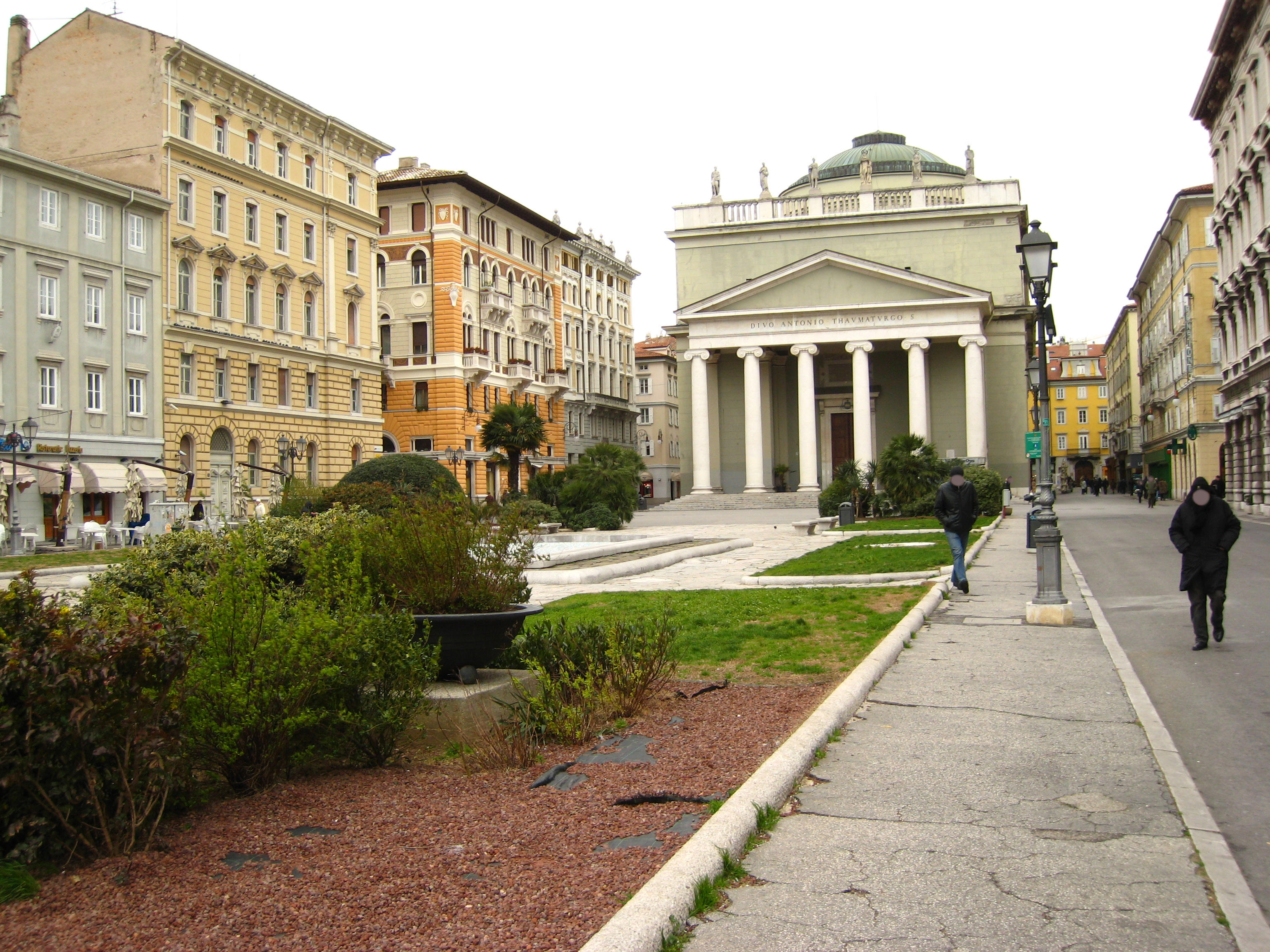
La Piazza Sant'Antonio
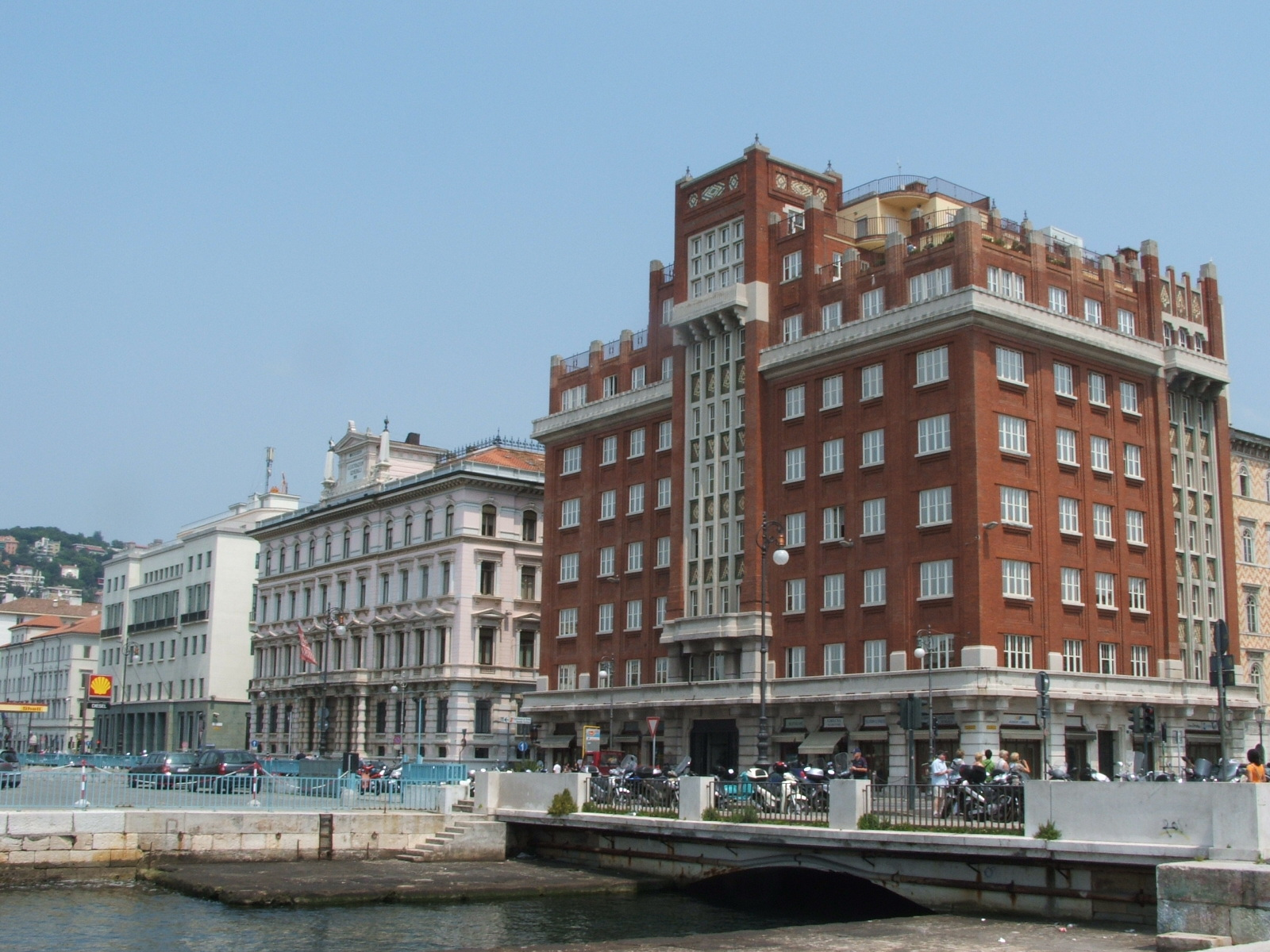
El grattacielo rosso
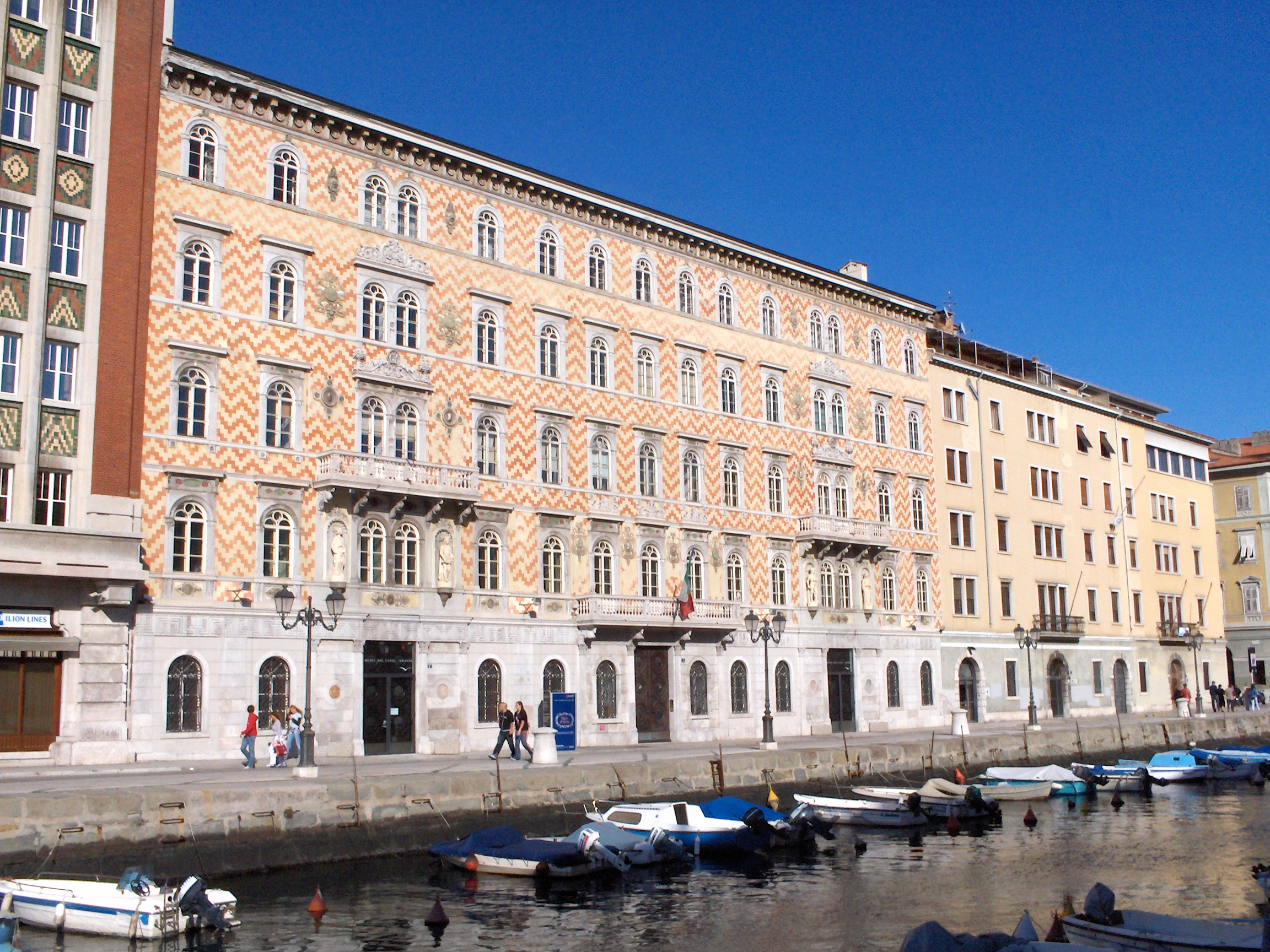
El Palazzo Gopcevich
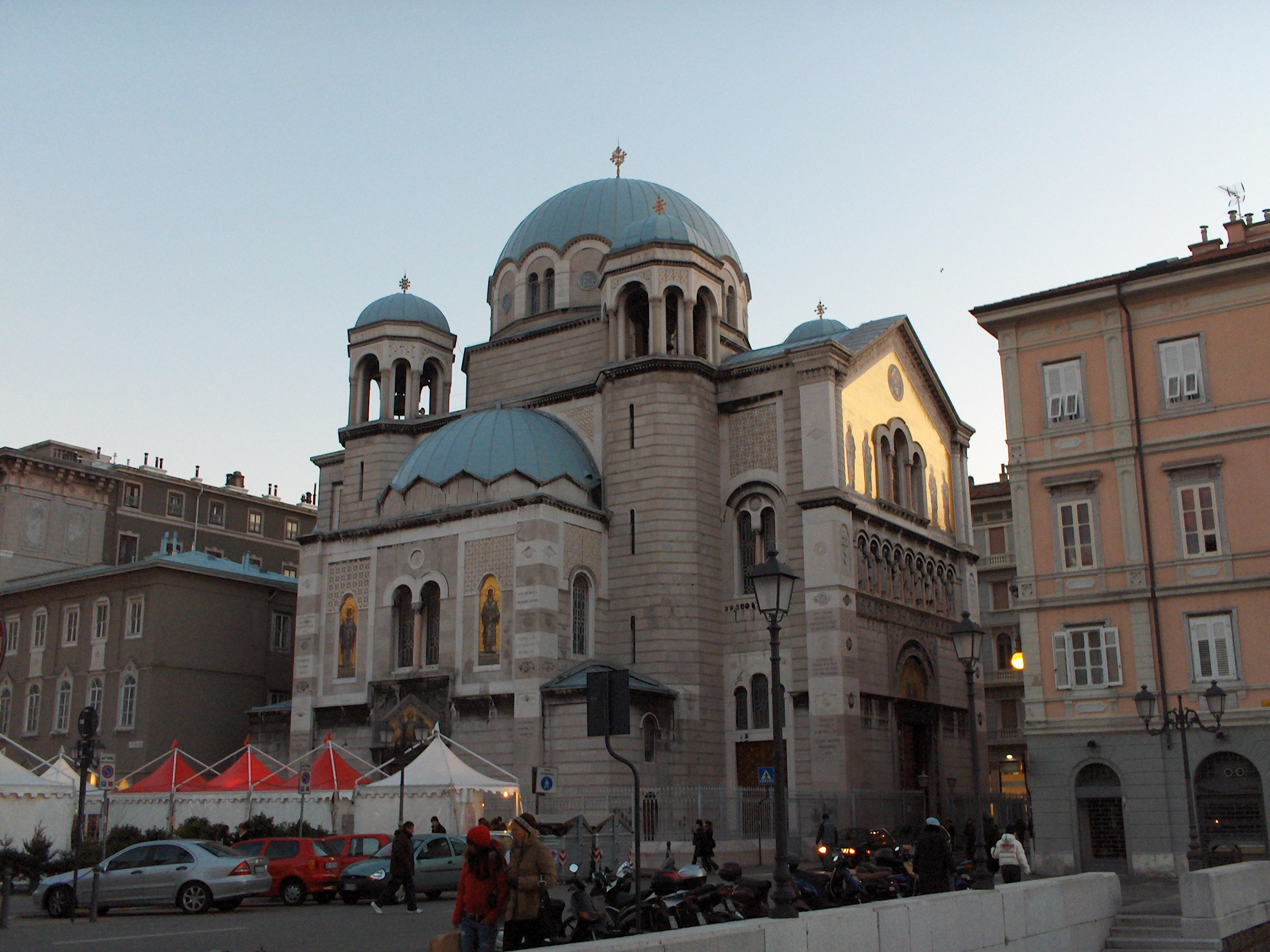
El templo de San Spiridione
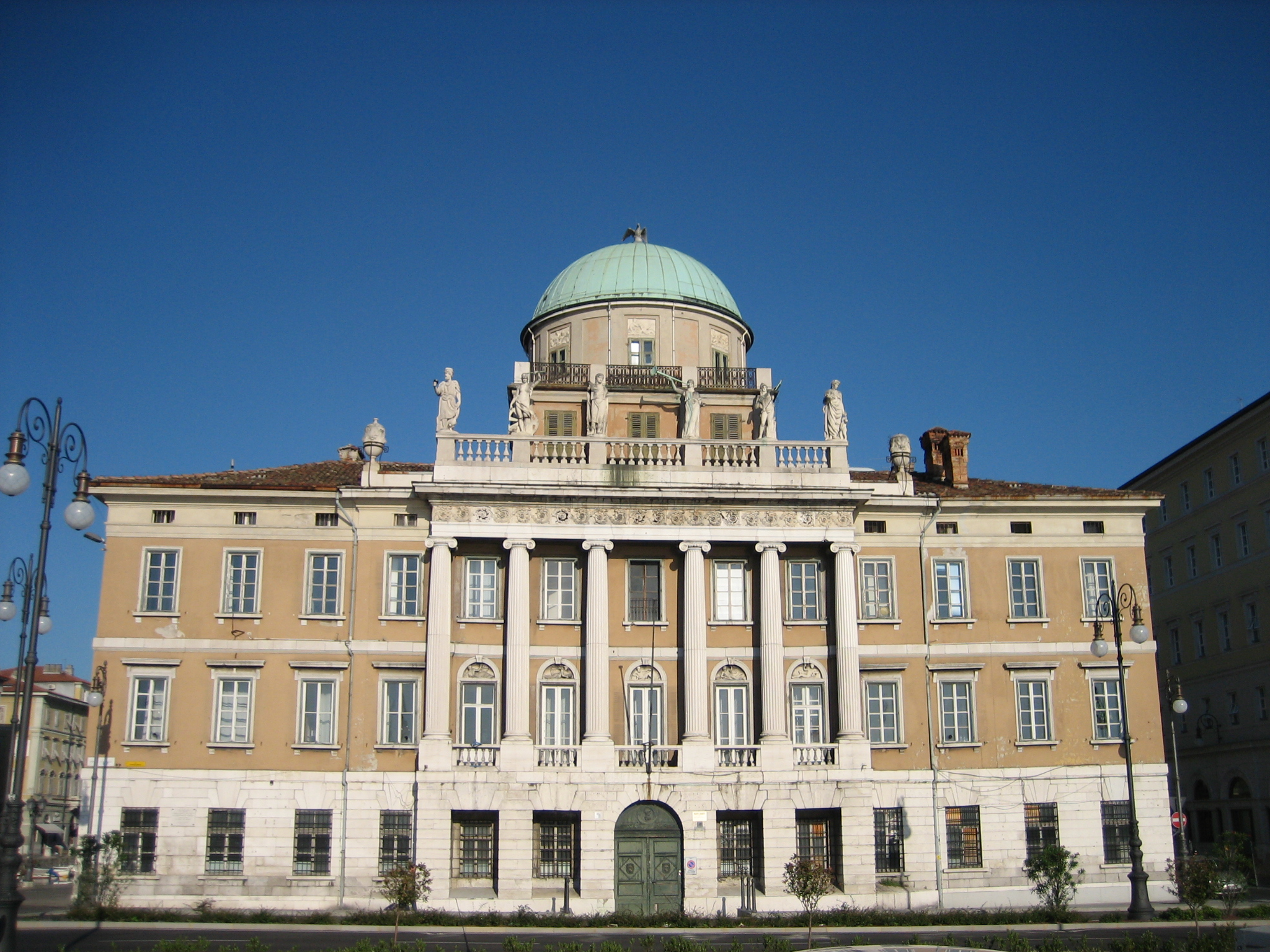
Palazzo Carciotti
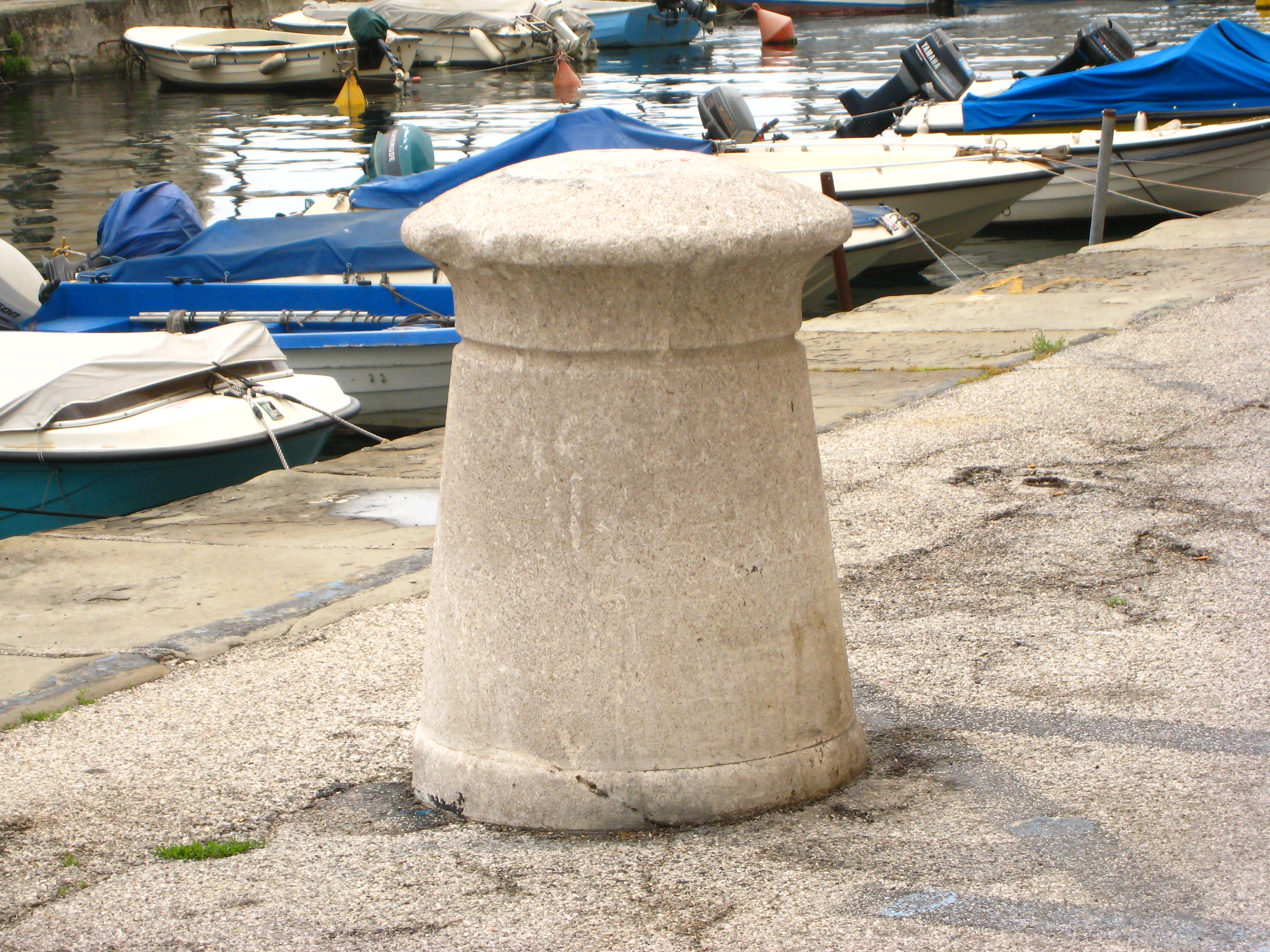
Una de las amarres de piedra en las que atracaban los veleros
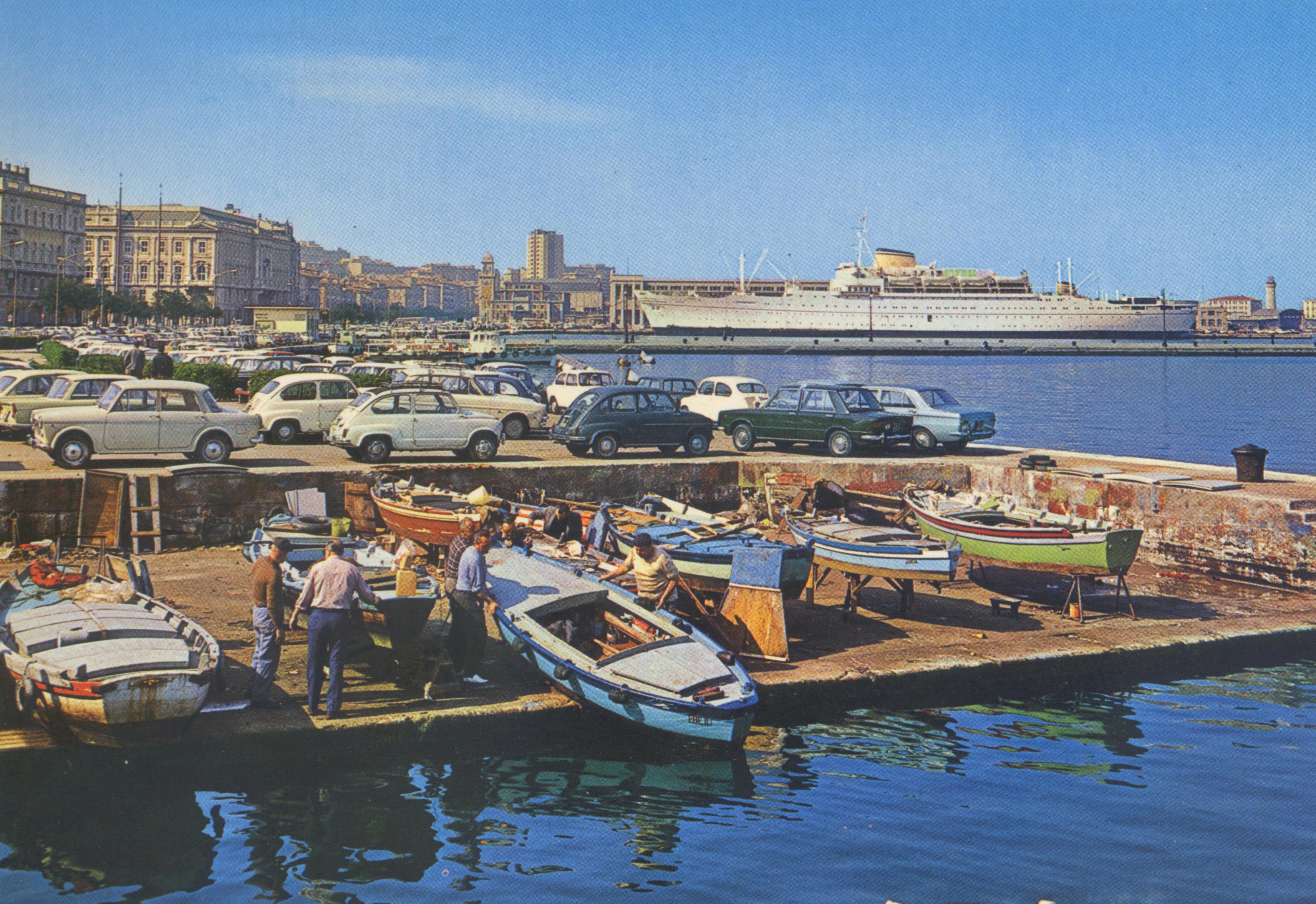
Una postal antigua en la que se ve la grada, todavía en uso
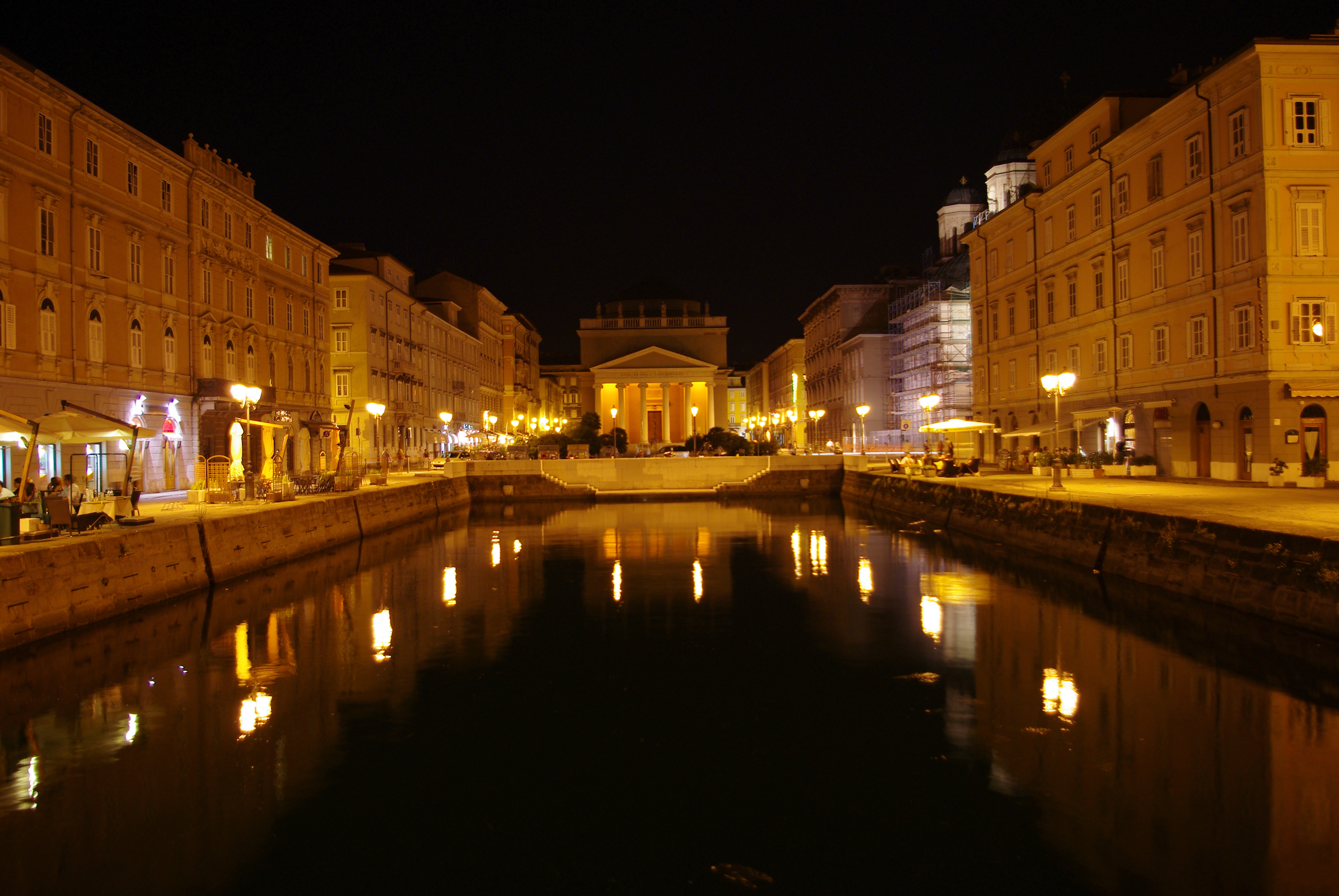
El Canal Grande de noche